# Ортенбург (Бавария)
Ортенбург (нем. Ortenburg) — ярмарочная община в Германии, в Республике Бавария.
Община расположена в правительственном округе Нижняя Бавария в районе Пассау. Население составляет 7064 человека (на 31 декабря 2010 года). Занимает площадь 60,73 км².
До начала XIX века Ортенбург числился столицей одноимённого графства — одного из малых государств Священной Римской империи. Сохранился замок, служивший резиденцией местных правителей.

## Население
По оценке на 31 декабря 2015 года население общины Ортенбург составляет 7090 чел. 

| Дата      | 1840 | 1871 | 1900 | 1925 | 1939 | 1950 | 1961 | 1970 | 1987 | 2011 |
| --------- | ---- | ---- | ---- | ---- | ---- | ---- | ---- | ---- | ---- | ---- |
| Население | 4422 | 4682 | 4859 | 5255 | 5372 | 7444 | 6173 | 6305 | 6546 | 7016 |

| Год       | 1960 | 1970 | 1980 | 1990 | 2000 | 2009 | 2010 | 2011 | 2012 | 2013 | 2014 | 2015 |
| --------- | ---- | ---- | ---- | ---- | ---- | ---- | ---- | ---- | ---- | ---- | ---- | ---- |
| Население | 6179 | 6221 | 6331 | 6744 | 7226 | 7126 | 7064 | 6994 | 6985 | 6977 | 7059 | 7090 |